# Schloss Wäscherburg
Die Wäscherburg, auch Wäscherschloss oder Wäscherschlössle genannt, liegt im Wäschenbeurener Ortsteil Wäscherhof im Landkreis Göppingen in Baden-Württemberg und wurde zwischen 1220 und 1250 erbaut. Die Höhenburg steht etwa 436 Meter hoch über dem Beutental und hat freien Blick zum Hohenstaufen.

## Geschichte

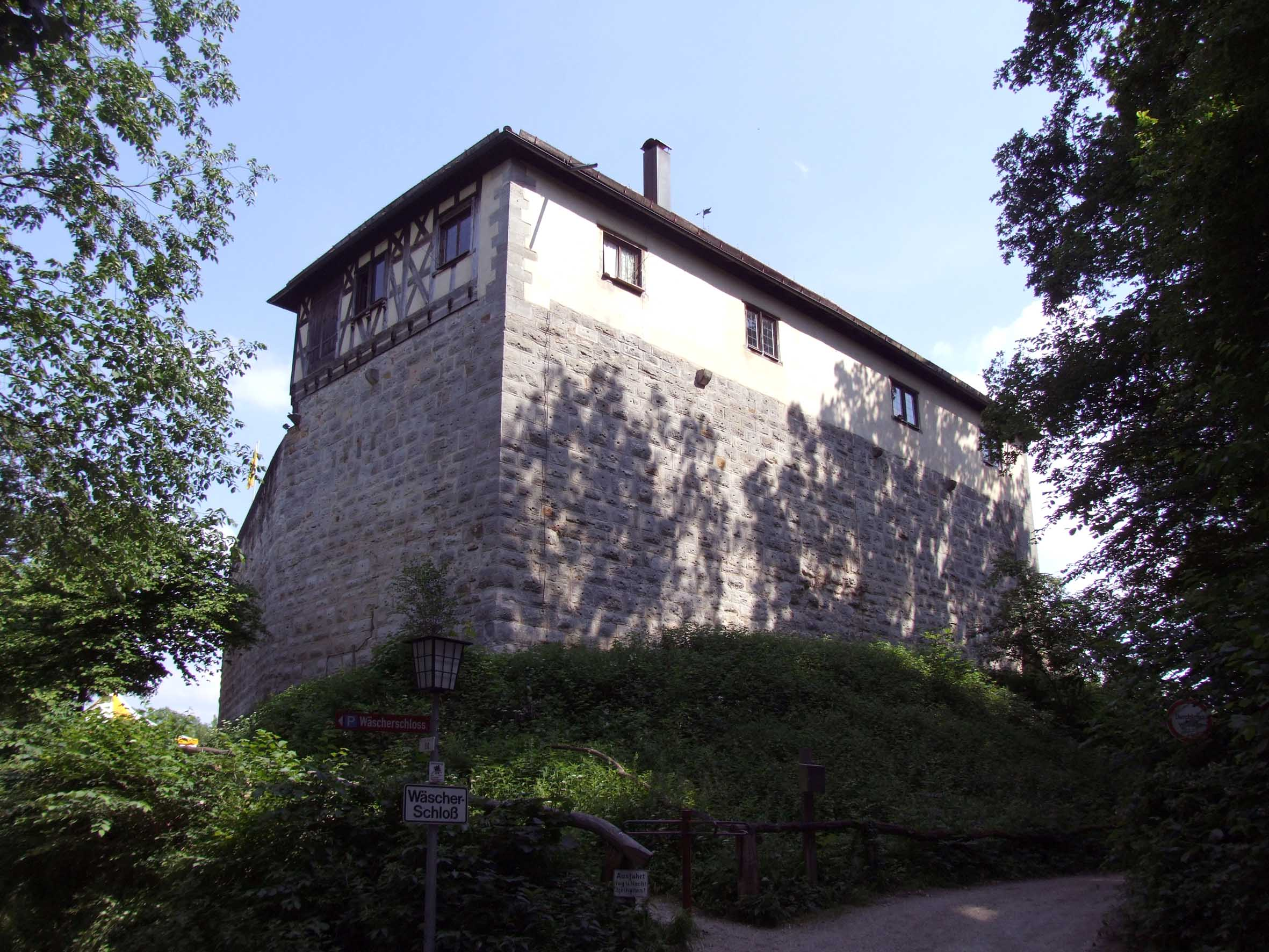
Wäscherschloss von Nordwesten

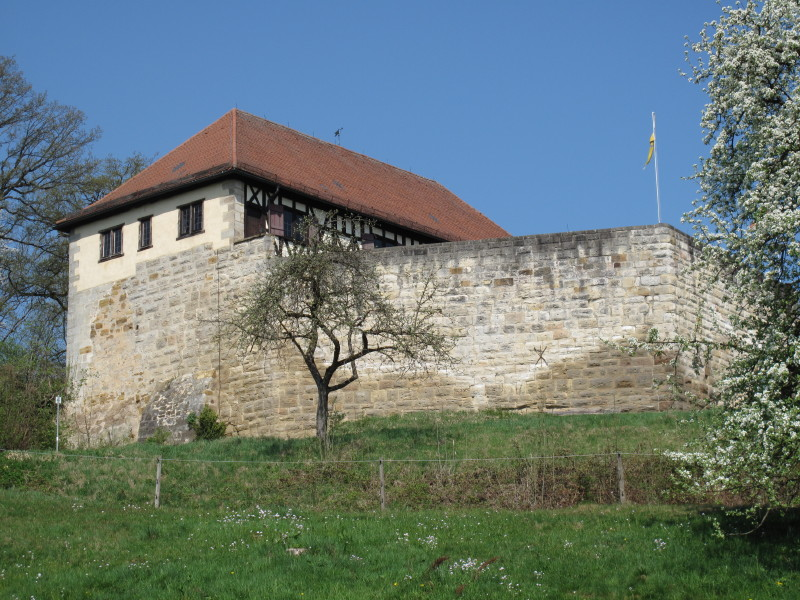
Wäscherschloss von Süden

Als Stammvater des berühmten Adelsgeschlechts der Staufer gilt der in einer Ahnentafel von Wibald von Stablo genannte Friedrich von Büren, der im 11. Jahrhundert gelebt hat und möglicherweise aus dem Riesgau um Nördlingen stammte. Er erlangte durch die Heirat mit Hildegard von Egisheim großen Besitz im Elsass. Deren beider Sohn Herzog Friedrich I. von Schwaben errichtete die namensgebende Burg auf dem Hohenstaufen. Die Annahme, dass der Beiname von Büren sich auf das spätere Wäschenbeuren und die Wäscherburg beziehe, geht jedoch fehl, da diese erst im 13. Jahrhundert gegen Ende der Stauferzeit erbaut wurde.
Grabungsfunde am Burgstall Burren – etwa 600 Meter weiter westlich der Wäscherburg – haben 1957 gezeigt, dass dort bereits im 11. Jahrhundert ein Wohnturm bestand, der im 13. Jahrhundert – als die Wäscherburg bereits existierte – erneuert und erweitert wurde. Allerdings kommt auch die Anlage am Burren nicht als Stammsitz der Staufer in Frage.
Anfang des 13. Jahrhunderts entstanden rund um den Hohenstaufen Burgen für die Dienstmannen der Staufer, wie etwa die Burg Hohenrechberg. Zu diesen zählte wohl auch die Wäscherburg, die ursprünglich den Schenken von Schüpf gehört haben soll. Diese sollen die Burg den Herren von Staufen (nicht zu verwechseln mit dem Herrschergeschlecht der Staufer), die ihre Dienstmannen waren, überlassen haben.

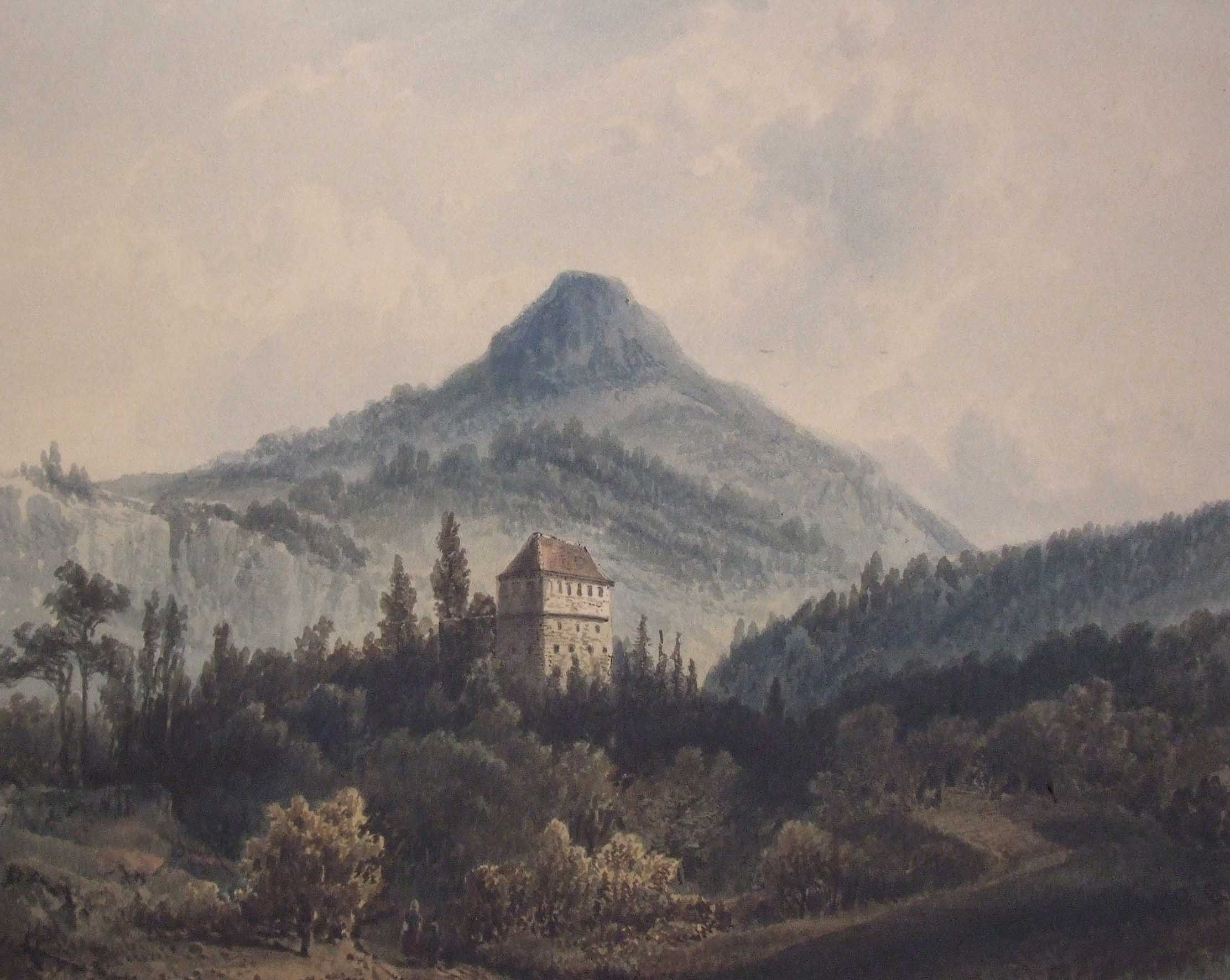
Aquarell von Pieter Francis Peters (1819–1903), 1855

1271 wird die Wäscherburg erstmals in einer Urkunde fassbar. In ihr wird ein Streit zwischen dem Kloster Lorch und einem Ritter namens „Konrad der Wascher“ beigelegt. Konrad habe auf Gebietsansprüche im Welzheimer Wald verzichtet und dafür das „Hofgut in Buron“ bestätigt bekommen. Der Beiname des Ritters leitet sich wohl vom Waschbach im Welzheimer Wald ab und war Namensgeber für die Wäscherburg.
Nach dem Niedergang der Staufer verpfändete der kaiserliche Hofschenk Walter von Limpurg 1274 seinen Turm in Staufen samt Hofstatt, genannt Burgsess, mit allen seinen Besitzungen und Leuten auf der anderen Seite des Remsflusses an seinen Schwiegersohn Ulrich von Rechberg. Man geht davon aus, dass zu diesen Besitzungen auch die Wäscherburg gehörte. Während des Württembergischen Städtekriegs wurde die Anlage 1377 beschädigt. Danach wurde der Wehrturm zu dem Palas mit der heutigen Länge erweitert. Die Baunaht ist in der Fassade des Erdgeschosses auf der Hofseite noch deutlich sichtbar. 1380 nannte sich ein Rechberger in einer Urkunde Konrad zu Weschenburg, womit der heutige Name zum ersten Mal erschien.
1465 gab Veit von Rechberg zu Staufeneck im Tausch gegen andere Gebiete die Burg mit dem Rittergut Wäschenbeuren an Erzherzog Siegmund von Österreich, erhielt sie jedoch sofort als Lehen zurück. Erst 1599, nach dem Aussterben der Rechberger Linie, fiel die Wäscherburg an den Innsbrucker Lehenshof zurück. Mit dem Übergang an Österreich wurde die Burg Amtssitz eines Vogtes für das vorderösterreichische Amt Wäschenbeuren. Ab 1484 wurde sie dafür repräsentativ erweitert. Das erste Fachwerkgeschoss des damaligen Umbaus ist erhalten; das zweite Geschoss und das Dach dagegen stammen von einer Erneuerung im Jahr 1699. Nachdem der Wohnbau der Burg damals schlossartig umgebaut worden war, wurde die Anlage zu Schloss Wäscherburg umbenannt.

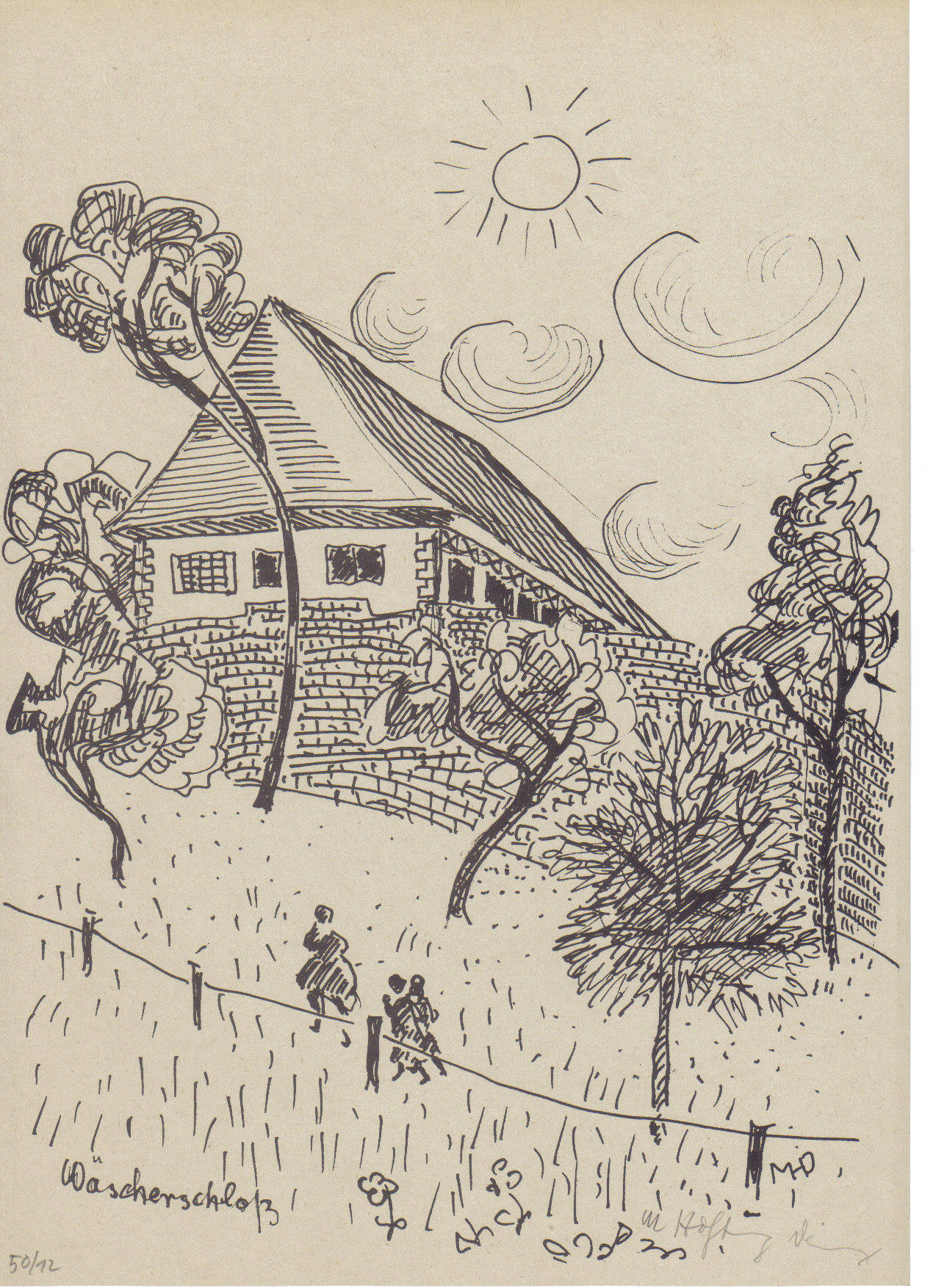
Wäscherschloss, Zeichnung von Margret Hofheinz-Döring, 1977

1588 wurde das Amtshaus in Wäschenbeuren errichtet, womit die Wäscherburg ihre Rolle als Amtssitz verlor. 1601 wurde die Herrschaft unter zwei Reichsbeamten, dem Reichspfennigmeister Zacharias Geizkofler und dem Reichshofrat Bartholomäus Bezz, aufgeteilt. 1805 kam das Rittergut Wäschenbeuren nach der Niederlage Österreichs gegen Napoleon zu Württemberg, das Schloss selbst blieb jedoch im Besitz Österreichs, das es schließlich 1857 für 155.000 Gulden an die württembergische Staatsverwaltung verkaufte. Heute ist das Anwesen durch Rechtsnachfolge im Besitz des Landes Baden-Württemberg, und die Schlösserverwaltung des Landes ist dafür zuständig. 1976 wurden Wiederaufbau- und Instandsetzungsarbeiten am Schloss durchgeführt. Die Wäscherburg ist seit 1977 eine herausragende Sehenswürdigkeit an der Straße der Staufer.
Das Schloss diente bis 2008 als Museum, in dem Musikinstrumente, Einrichtungsgegenstände und Arbeitsgeräte aus den vergangenen Jahrhunderten gezeigt wurden. Es ist nicht barrierefrei. Ursprünglich sollte im Frühjahr 2010 das Schloss wieder als Museum und Veranstaltungsort geöffnet werden. Weil im Inneren zur Einhaltung der Brandschutzvorschriften noch weiter umgebaut wird, verschob sich die Eröffnung auf das Frühjahr 2011. Bis dahin fanden Veranstaltungen nur außerhalb des Schlosses statt. Im Zuge des Umbaus wurde u. a. das Treppenhaus durch Glasfronten von den Etagen getrennt, im Obergeschoss ein Rettungsschlauch eingebaut und im Erdgeschoss ein Café eingerichtet. Die Kosten der Umbaumaßnahmen, die im September 2010 begonnen haben, veranschlagte das Land Baden-Württemberg mit 500.000 Euro.
2011 erkor das Land Baden-Württemberg die Anlage zum „Schloss des Jahres“. Die Feierlichkeiten fanden am 28. Mai 2011 im Wäscherschloss statt. Im Monat zuvor, am 14. April 2011, wurde zudem das neu gestaltete Museum eingeweiht.

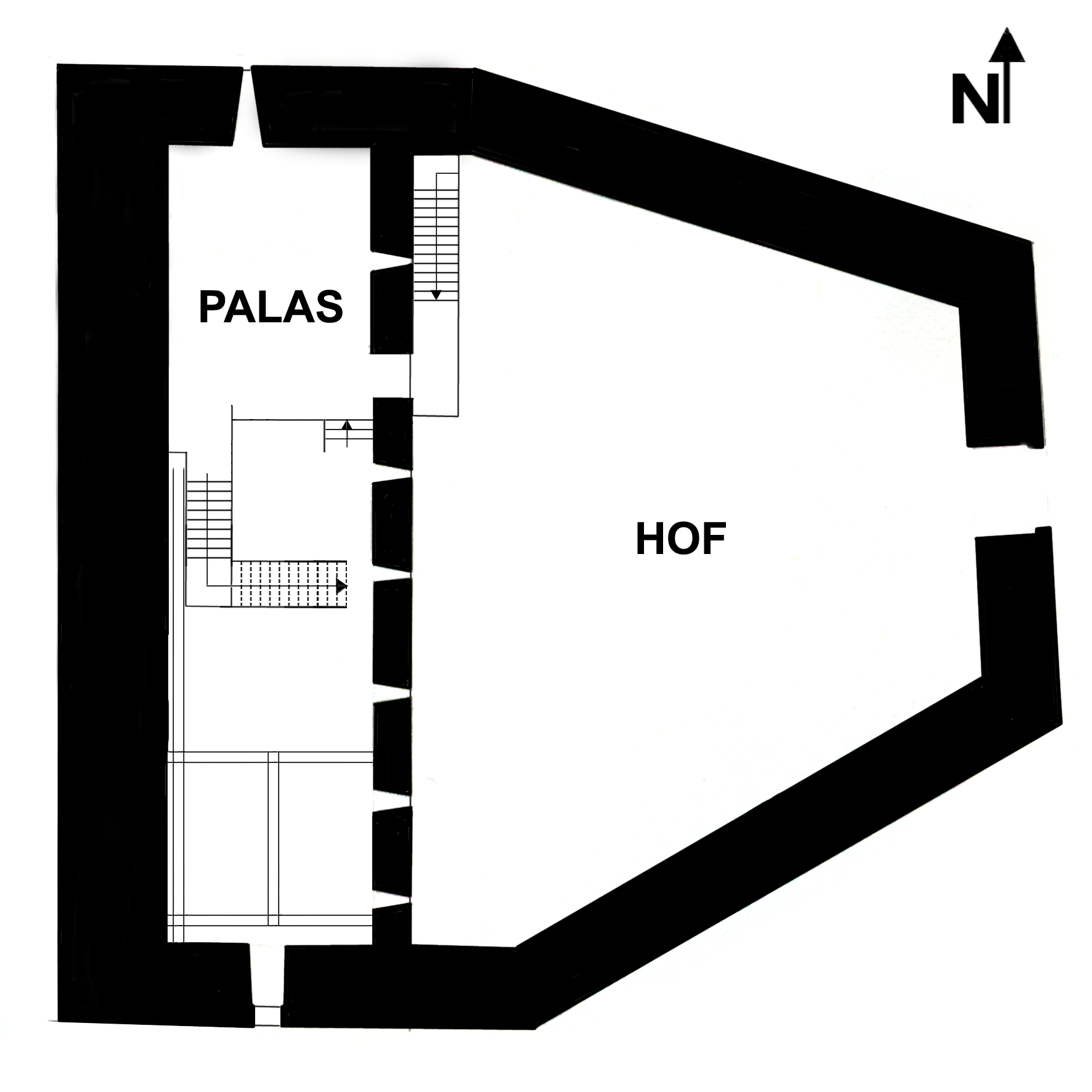
Grundriss EG Wäscherschloss

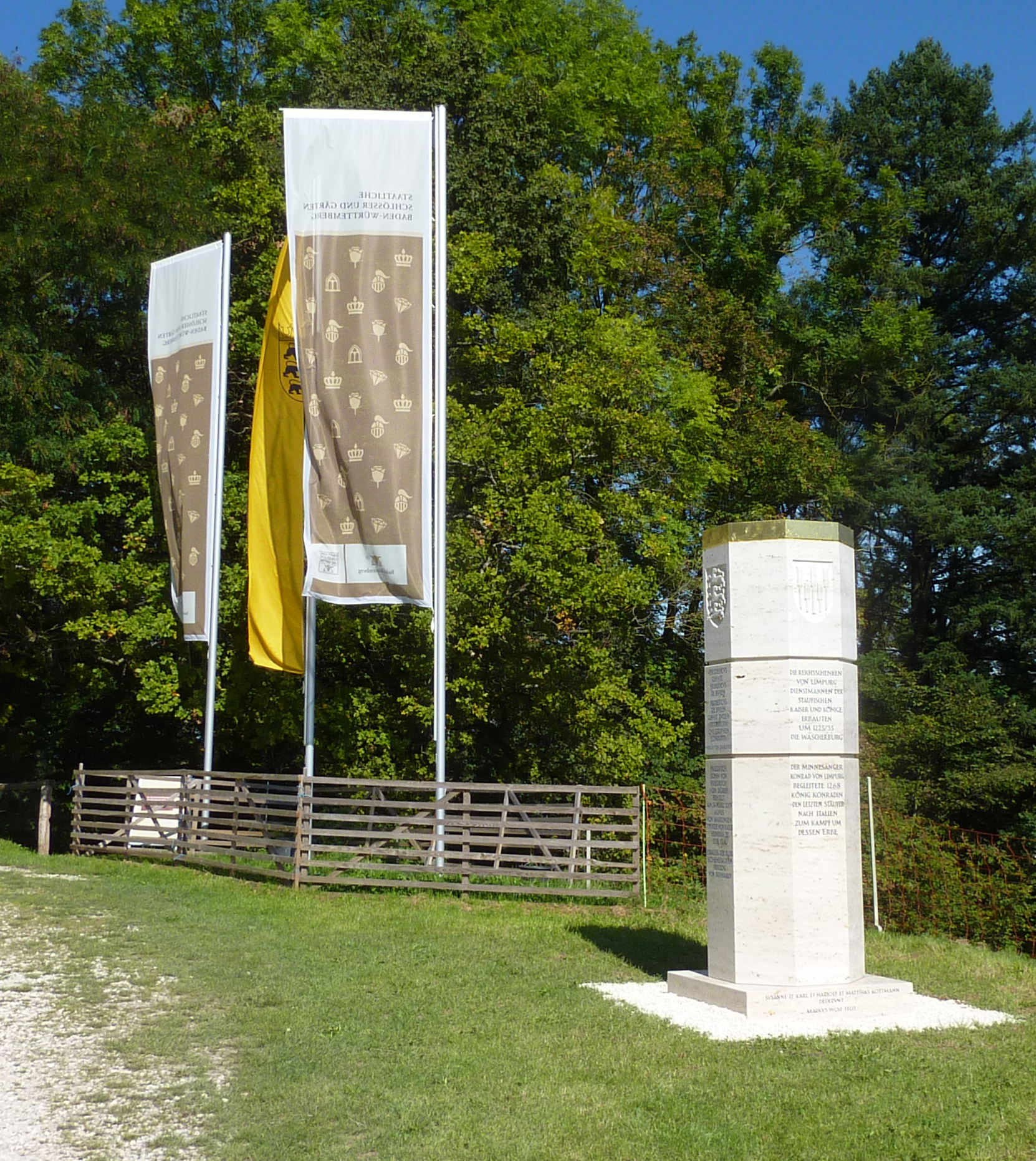
Stauferstele (2014)

## Baubeschreibung

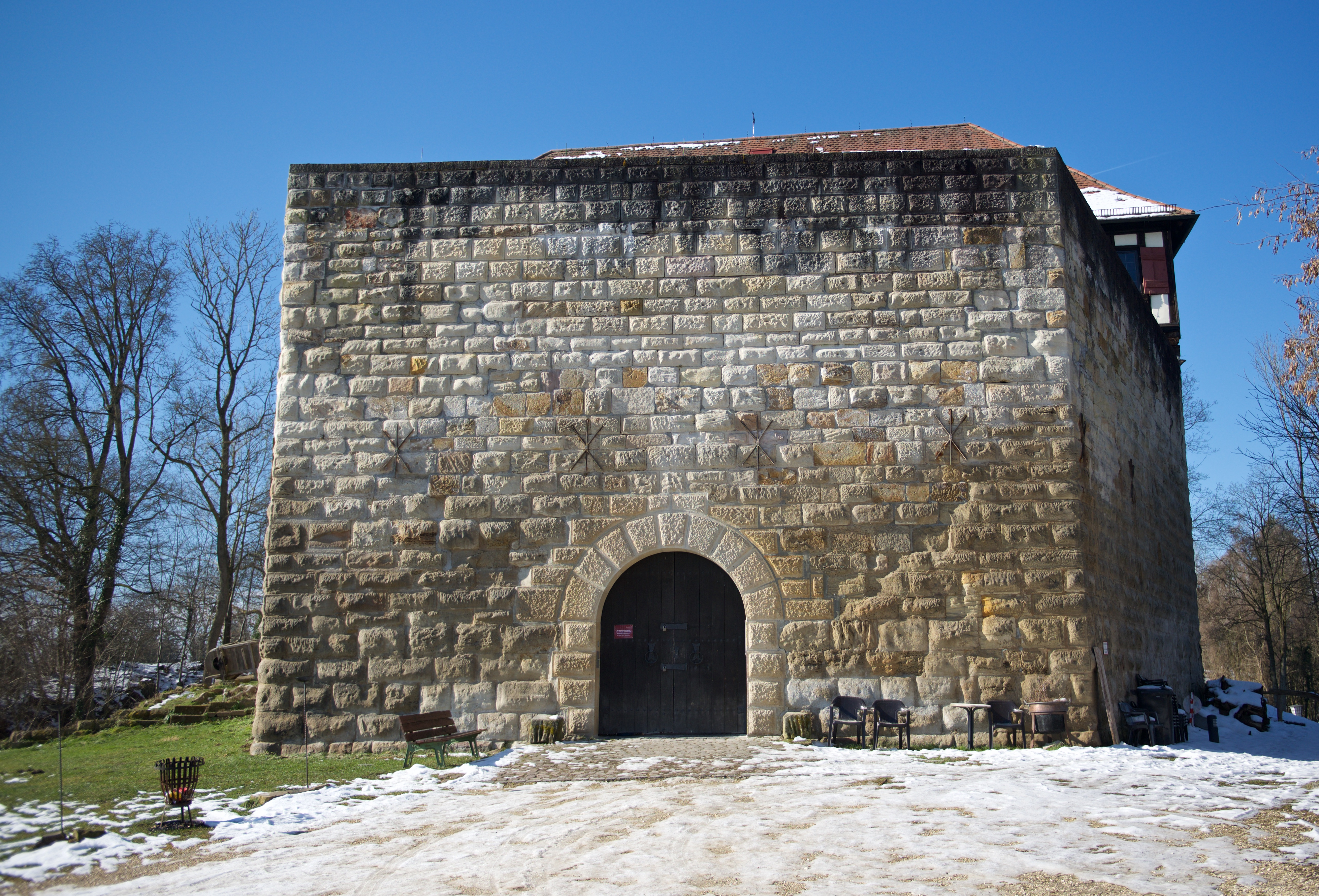
Eingang der Burg

Zum ältesten, original erhaltenen Teil der Wäscherburg zählt die trapezförmige Umfassungsmauer, die im 13. Jahrhundert mit Buckelquadern aufgemauert wurde. Deren Ostseite mit dem Eingangstor wurde nach Einsturz ab 1915 neu errichtet. Den Westteil nimmt der dreistöckige Palas ein, der dem Hof im Erdgeschoss ebenfalls eine Buckelquadermauer zeigt. Auf der Außenseite schützt ihn bis zum obersten Geschoss eine mächtige Schildmauer. Im ersten Fachwerkstock, der Wohnzwecken diente, hat man bei der Restaurierung 1977 eine Bohlenstube freigelegt. Dieses Stockwerk zeigt das typische Schwäbische Fachwerk mit Verblattungen des 15. Jahrhunderts. Das darüberliegende Stockwerk und das Dach stammen aus dem 17. Jahrhundert.
Bei Grabungsarbeiten im Zuge der Sanierung der Wäscherburg im Jahre 2011 entdeckte man eine Wehrmauer aus Sandstein, deren Fundament 70 cm tief war. Die Umfassungsmauer des Burghofes war leicht zurückgesetzt darauf aufgemauert. Eine Karte aus dem Jahre 1900 zeigte schon diesen Mauerabschnitt, er geriet aber in der Folgezeit in Vergessenheit. Der Graben und diese nachgewiesene zweite Mauer gaben der Wäscherburg ein wehrhaftes Gepräge. Neben der Wehrmauer grub man verschiedene Alltagsgegenstände aus dem 13. bis 19. Jahrhundert aus.
Am 28. September 2014 wurde auf dem Plateau vor dem Burgeingang eine Stauferstele eingeweiht, die an die Rolle der Wäscherburg in der Stauferzeit erinnert und die sechsundzwanzigste ihrer Art ist.

## Namenslegende
Kaiser Barbarossa soll auf dem Weg von der Grabstätte seiner Vorfahren im Kloster Lorch zur Burg Hohenstaufen hier gerastet und sich in eine Wäscherin verliebt haben. Ihr habe er daraufhin die Burg Büren geschenkt. Das Ortswappen von Wäschenbeuren leitet sich von dieser Legende her. In Wirklichkeit jedoch geht der Name auf Konrad den Wascher zurück. Siehe →Geschichte.